# Валье-де-Хуарес
Валье-де-Хуарес (исп. Valle de Juárez) — посёлок в Мексике, в штате Халиско, входит в состав одноименного муниципалитета и является его административным центром. Численность населения, по данным переписи 2020 года, составила 4418 человек.

## Общие сведения
Поселение было основано в 1825 году Паскуалем Контрерасом, куда переселялись люди из поселения Эль-Текеските, расположенного у подножия горы Эль-Пикачо.
Поселение получило название Валье-де-Масамитла (исп. Valle de Mazamitla), где Valle — это долина, а Mazamitla — название муниципалитета, в котором основали поселение. В 1895 году был образован новый муниципалитет с административным центром в Валье-де-Масамитле и получил такое же название, а в 1911 году посёлок и муниципалитет были переименованы в Валье-де-Хуарес, в честь президента Бенито Хуареса.
Валье-де-Хуарес расположен на берегу водохранилища Инхеньеро Висенте Вильясеньор, в 140 км к югу от столицы штата, города Гвадалахара, вблизи федеральной трассы 110.

## Население
| Год  | Численность | Численность |
| ---- | ----------- | ----------- |
| 2000 | 3814        | [ 7 ]       |
| 2010 | 4006        | [ 8 ]       |
| 2020 | 4418        | [ 9 ]       |